# Нокс, Эдмунд (епископ Манчестера)
Эдмунд Арбатнот Нокс (англ. Edmund Arbuthnott Knox; 6 декабря 1847 — 16 января 1937) — английский англиканский прелат, 4-й епископ Манчестера (1903—1921). Его описывали как выдающегося евангелиста.
Родился в Бангалоре, второй сын преподобного Джорджа Нокса и Фрэнсис Мэри Энн (дочери Томаса Форбса Рейнольдса, доктора медицины и потомка Джона Арбутнотта, 8-го виконта Арбатнота). Получив образование в Колледже Святого Павла и Корпус-Кристи в Оксфорде, он был рукоположен в сан в 1872 году и начал свою духовную карьеру сперва в качестве стипендиата, затем преподавателя и наконец, декана Мертон-колледжа в Оксфорде. Он также был настоятелем Церкви Святого Уилфрида в Кибворте с 1884 по 1891 год, затем с 1891 года викарием Астона в Бирмингеме, а с 1894 по 1903 год настоятелем церкви Святого Филиппа в Бирмингеме, Суфражистским епископом Ковентри и архидиаконом Бирмингема.
Нокс был автором выдающейся истории Оксфордского движения.
Нокс был одним из первых сторонников кремации. В письме, прочитанном на церемонии открытия Бирмингемского крематория в 1903 году, он писал:

Несмотря на вполне естественные сентиментальные возражения, мы увидим, что в условиях современной жизни кремация не только предпочтительнее с санитарной точки зрения, но и является самым благоговейным и достойным обращением с телами умерших.
Нокс умер 16 января 1937 года. 27 января 1937 года в Церкви Всех Душ на Лангхэм-Плейс состоялась поминальная служба. Эрншоу Смит, тогдашний настоятель церкви Всех Душ, возглавил службу, Сидни Новелл Рострон прочитал наставление, а Т. У. Гилберт дал напутствие. Затем его похоронили на месте нынешнего Бекенхемского кладбища.

## Семья
Епископ Нокс был женат дважды. В первый раз он женился на Эллен Пенелопе Френч (1854—1892) в 1878 году, дочери Томаса Вальпи Френча, епископа Лахора. Во-второй раз, в 1895 году он женился на Этель Мэри Ньютон, дочери Каноника Горация Ньютона из Холмвуда, Реддича и поместья Гленкрипсдейл в графстве Аргиллшир.
Он был отцом шестерых детей от своей первой жены Эллен Френч:
- Этель Нокс (1879—1958)
- Эдмунд Джордж Вальпи Нокс (1881—1971), редактор журнала «Панч»
- Уинифред Фрэнсис Нокс (1882—1961), вышла замуж за Джеймса Пека и стала известна как писательница под псевдонимом « Уинифред Пек»
- Альфред Дилвин Нокс (1884—1943), известный как" Дилли", ученый и Взломщик кодов в обеих Мировых войнах
- Уилфред Лоуренс Нокс (1886—1950), англиканский священник
- Рональд Арбутнотт Нокс (1888—1957), бывший англиканский священник, ставший римско-католическим священником и переводчиком Библии.

Его сестрой была Эллен Мэри Нокс, первый директор колледжа Хавергал в Торонто, Канада. Другой брат стал судьей в Верховном суде Аллахабада, позже сэр Джордж Эдвард Нокс (1845—1922).[10]